# Jan Matejko
Jan Alojzy Matejko (ur. 24 czerwca 1838 w Krakowie, zm. 1 listopada 1893 tamże) – polski malarz, twórca obrazów historycznych i batalistycznych, historiozof. Jeden z najwybitniejszych polskich malarzy w historii.
W latach 1852–1858 studiował u Władysława Łuszczkiewicza i Wojciecha Stattlera w Szkole Sztuk Pięknych w Krakowie, której później był dyrektorem (od 1873). Jego uczniami byli m.in. Maurycy Gottlieb, Jacek Malczewski, Józef Mehoffer, Jan Styka i Stanisław Wyspiański. Był autorem ponad trzystu obrazów olejnych oraz kilkuset rysunków i szkiców; jego dzieła to między innymi Stańczyk (1862), Kazanie Skargi (1864), Astronom Kopernik, czyli rozmowa z Bogiem (1874), Bitwa pod Grunwaldem (1878), Hołd pruski (1880–1882), Wernyhora (1883–1884).
Dzieła Matejki, rozpowszechniane przez tysiące reprodukcji, stały się standardowymi ilustracjami wielu kluczowych wydarzeń w historii Polski. Malarstwo Matejki, umiejscawiane wśród czołowych dzieł epoki dziewiętnastowiecznego historyzmu, charakteryzowały precyzja konturu, dbałość o szczegóły oraz starannie wygładzona powierzchnia malarska. Imieniem Matejki nazwana została Akademia Sztuk Pięknych w Krakowie, a w jego kamienicy na ul. Floriańskiej znajduje się oddział Muzeum Narodowego w Krakowie – Dom Jana Matejki.

## Życiorys

### Młodość i wykształcenie

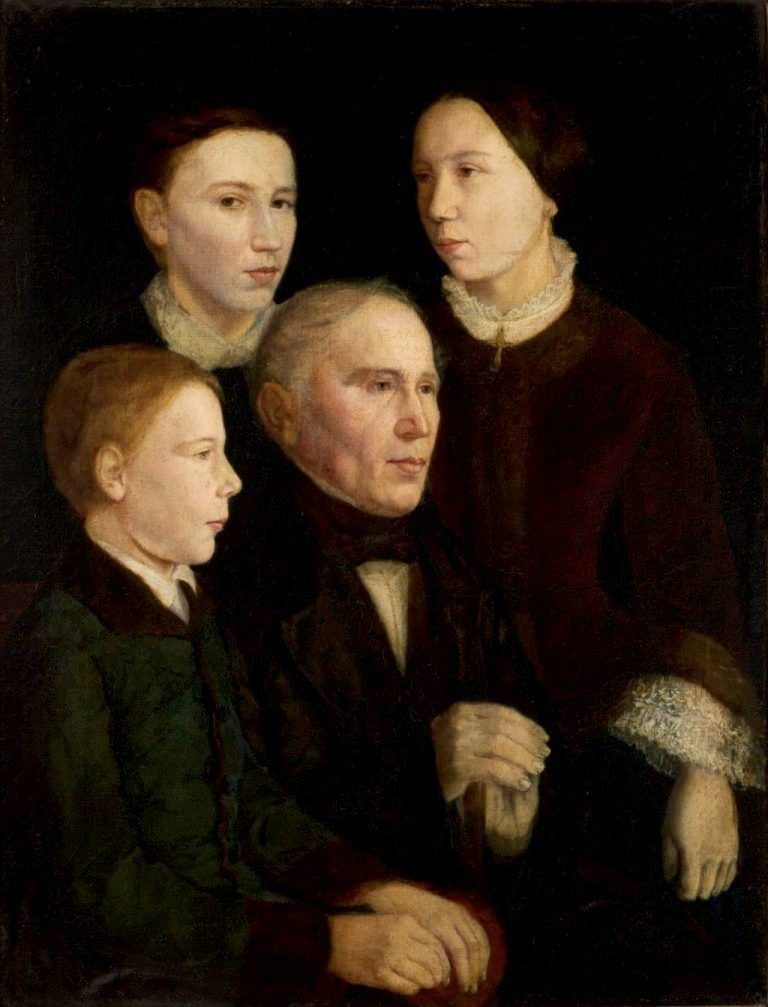
Portret Franciszka Matejki z dziećmi (u dołu Kazimierz, wyżej Jan i Marianna), 1853/54, obraz ze zbiorów Muzeum Narodowego we Wrocławiu w depozycie Domu Matejki

Ojciec malarza, Franciszek Ksawery Matejko, właśc. František Xaver Matějka (Matieyka), był Czechem, urodzonym w Roudnicy koło Hradca Králové jako syn chłopski. Przybył do Galicji nielegalnie jako guwerner i nauczyciel muzyki dla synów Józefa Wincentego Wodzickiego. Przez kilkanaście lat pracował u Wodzickich w Kościelnikach, a następnie przeniósł się do Krakowa. Wynajmował od Jana Piotra Rossberga część kamienicy przy ulicy Floriańskiej i prowadził tu „pensję uczniów”. Był organistą w kościele Świętego Krzyża w Krakowie i prowadził chór przy kościele Mariackim. Po śmierci Rossberga poślubił w 1826 Joannę Karolinę Rossberg (1802–1845), jego najmłodszą córkę. Franciszek był katolikiem, Joanna – protestantką, która wywodziła się z polsko-niemieckiej rodziny zamożnych rymarzy mieszkających od dwóch pokoleń w Krakowie. Matejkowie zamieszkali przy ulicy Floriańskiej 41 (w tamtym czasie Floriańska 363). W 1829 roku Matejkowie spłacili resztę spadkobierców i zostali jedynymi właścicielami kamienicy.
Jan Matejko był dziewiątym dzieckiem, z jedenastu, jakie mieli państwo Matejkowie (było wśród nich dziewięciu chłopców i dwie dziewczynki). Gdy Matejko miał siedem lat, zmarła jego matka; dziećmi zajęła się jej siostra, Anna Katarzyna Zamojska. Śmierć matki niewątpliwie wywarła wpływ na osobowość przyszłego malarza. Jego dzieciństwo obfitowało w lęki i przykrości, nie zaznawał także raczej przesadnie starannej opieki (jego złamany nos nie zwrócił niczyjej uwagi i zrósł się krzywo). Ojciec nie okazywał dzieciom swoich uczuć, był surowy i pozbawiony akceptacji dla artystycznej pasji syna. Upodobania syna do rysunku traktował jako słabość. Brak rodzinnego ciepła po części rekompensowała Matejce przyjaźń z rodziną Giebułtowskich. O Paulinie Giebułtowskiej pisał później, że była dla niego jakby drugą matką. Często bywał u jej córki Joanny Serafińskiej w Wiśniczu, a Stanisław przez długie lata był jego najlepszym przyjacielem.
Od 1847 Jan Matejko uczęszczał do szkoły św. Barbary. Wkrótce został przeniesiony do Gimnazjum św. Anny (obecnie I Liceum Ogólnokształcące im. Bartłomieja Nowodworskiego w Krakowie). Mimo zdradzanych od najmłodszych lat niepospolitych zdolności plastycznych, z pozostałymi dziedzinami radził sobie z ogromnym trudem. Także koledzy nie byli dla niego wyrozumiali i, jak pisał Marian Gorzkowski, doświadczał od swych współtowarzyszy pewnego znęcania się nawet. Choć Matejko i jego rodzeństwo z pochodzenia w połowie byli po ojcu Czechami, a po matce – spolonizowanymi Niemcami, rozmawiali w domu rodzinnym po polsku. Dwaj starsi bracia Jana, Edmund i Zygmunt, byli uczestnikami powstania węgierskiego (1848–1849). Zygmunt poległ na polu walki.
W wieku trzynastu lat Jan Matejko został przyjęty do krakowskiej Szkoły Sztuk Pięknych przy ulicy Wesołej, której dyrektorem był wówczas Wojciech Stattler. Przejawiał w szkole ogromną ambicję i pracowitość, choć także tam jego edukacja nie przebiegała gładko, na co zapewne wpływ miała antypatia, jaką darzył go początkowo Stattler, a także trudności finansowe i znaczna wada wzroku. Wpływ na młodego malarza wywarli natomiast inni nauczyciele: Józef Kremer i Władysław Łuszczkiewicz, którzy zainspirowali go do szkicowania krakowskich zabytków, zbierania materiałów, studiowania detali i obrazów, tworząc tzw. Skarbczyk.

### Kariera artystyczna

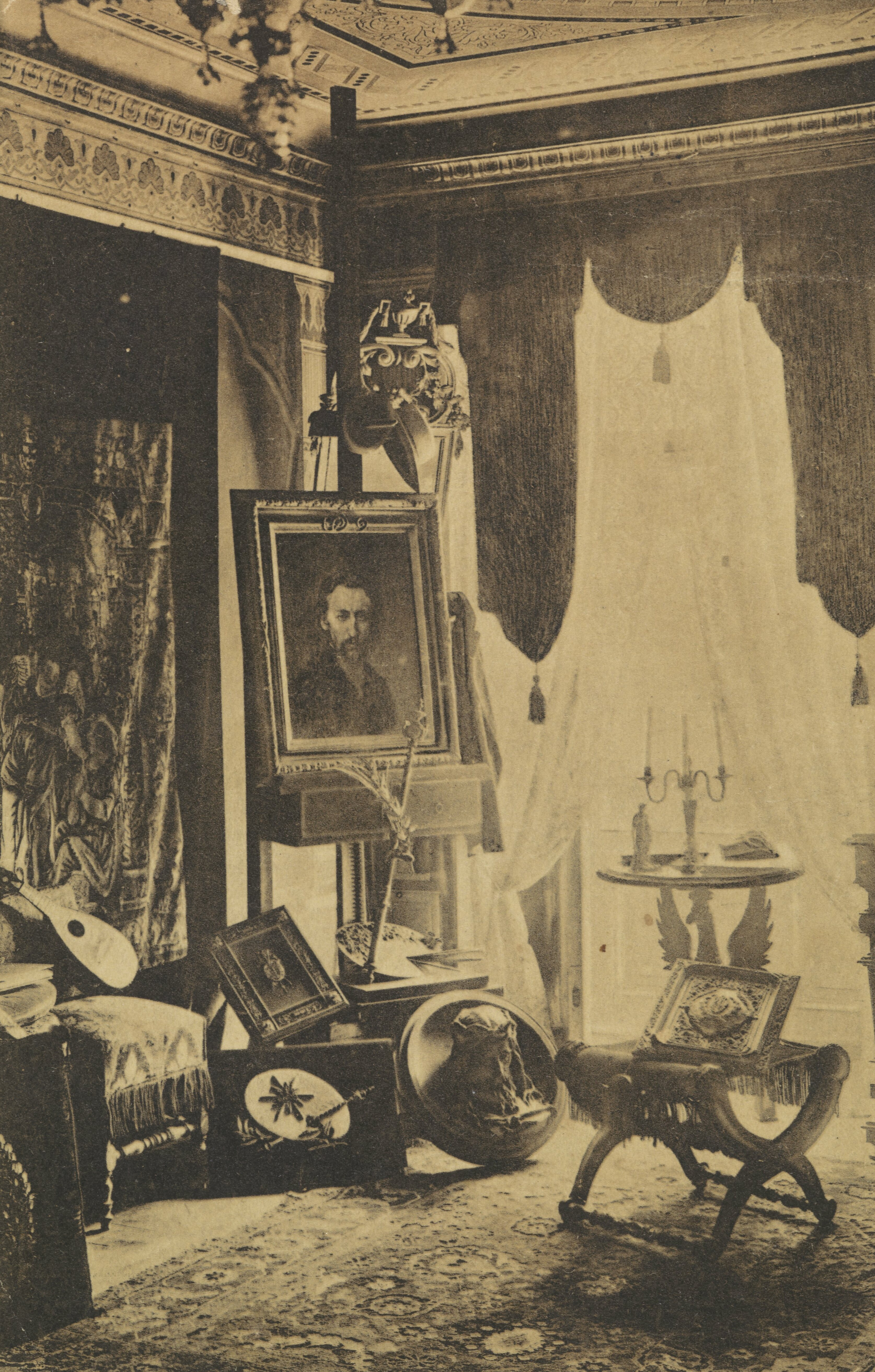
Atelier Jana Matejki

W 1858, zyskawszy uznanie za pilną naukę, otrzymał stypendium austriackiego Ministerstwa Wyznań i Oświaty na studia w Monachium. Pod koniec grudnia 1858 zgłosił się do Akademii Sztuk Pięknych w Monachium (Malklasse – immatrykulacja: 12 I 1859). Tu zetknął się z dziełami wybitnych malarzy dawnych i współczesnych. Cenił twórczość Paula Delaroche’a i jego ucznia, Carla von Piloty’ego, tworzących dzieła historyczne. Matejko przekonał się, że to właśnie temu gatunkowi pragnie się poświęcić; w 1853 namalował swój pierwszy obraz historyczny, Carowie Szujscy przed Zygmuntem III. Schemat Delaroche’a, oparty na wybraniu z historii dramatycznego momentu i przedstawieniu go w sposób teatralny i emocjonalny, młody Matejko zastosował w malowanym w Monachium i Krakowie Otruciu królowej Bony (1859), uznanym już ówcześnie za „dojrzały kompozycyjnie”.

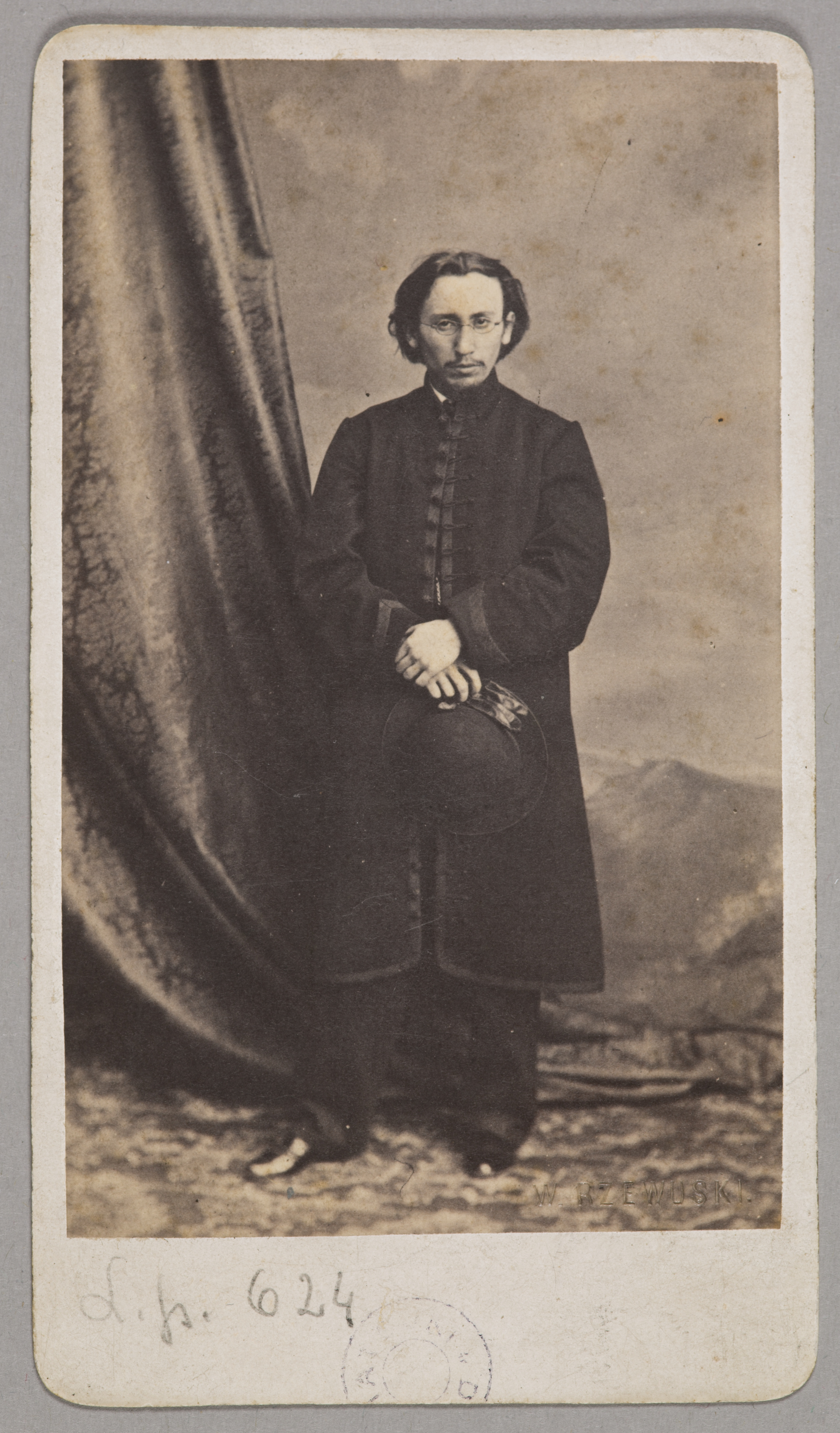
Walery Rzewuski, Jan Matejko stojący przy kotarze, 1863, Muzeum Narodowe w Krakowie

W 1860 Matejko odbył krótkotrwałą podróż na studia do Wiednia. Z powodu konfliktu z wiedeńskim profesorem sztuki Christianem Rubenem jeszcze w tym samym roku wrócił do Krakowa. Wtedy wydał Ubiory w Polsce – publikację zawierającą ryciny z postaciami w historycznych strojach, świadectwo jego późniejszych zainteresowań historycznych. Matejko następnie urządził pracownię malarską, początkowo w domu rodzinnym. W 1861 przeprowadził się do „Domu pod Konikiem” Fischerów w Rynku Głównym 39, gdzie pracownię dzielił z Florianem Cynkiem. Jeszcze w tym samym roku 1861 przeniósł się na ulicę Krupniczą do pracowni przerobionej z zakładu fotograficznego Walerego Rzewuskiego. Matejko wówczas był często przygnębiony, czego powodem była nieodwzajemniona miłość do Teodory Giebułtowskiej. Jedna z anegdot na ich temat dotyczy nieudanych zaręczyn Jana z Teodorą w 1862. Szesnastoletnia panna rzuciła pierścionkiem oferowanym przez malarza. Ostatecznie do zaręczyn doszło jednak w roku 1862.

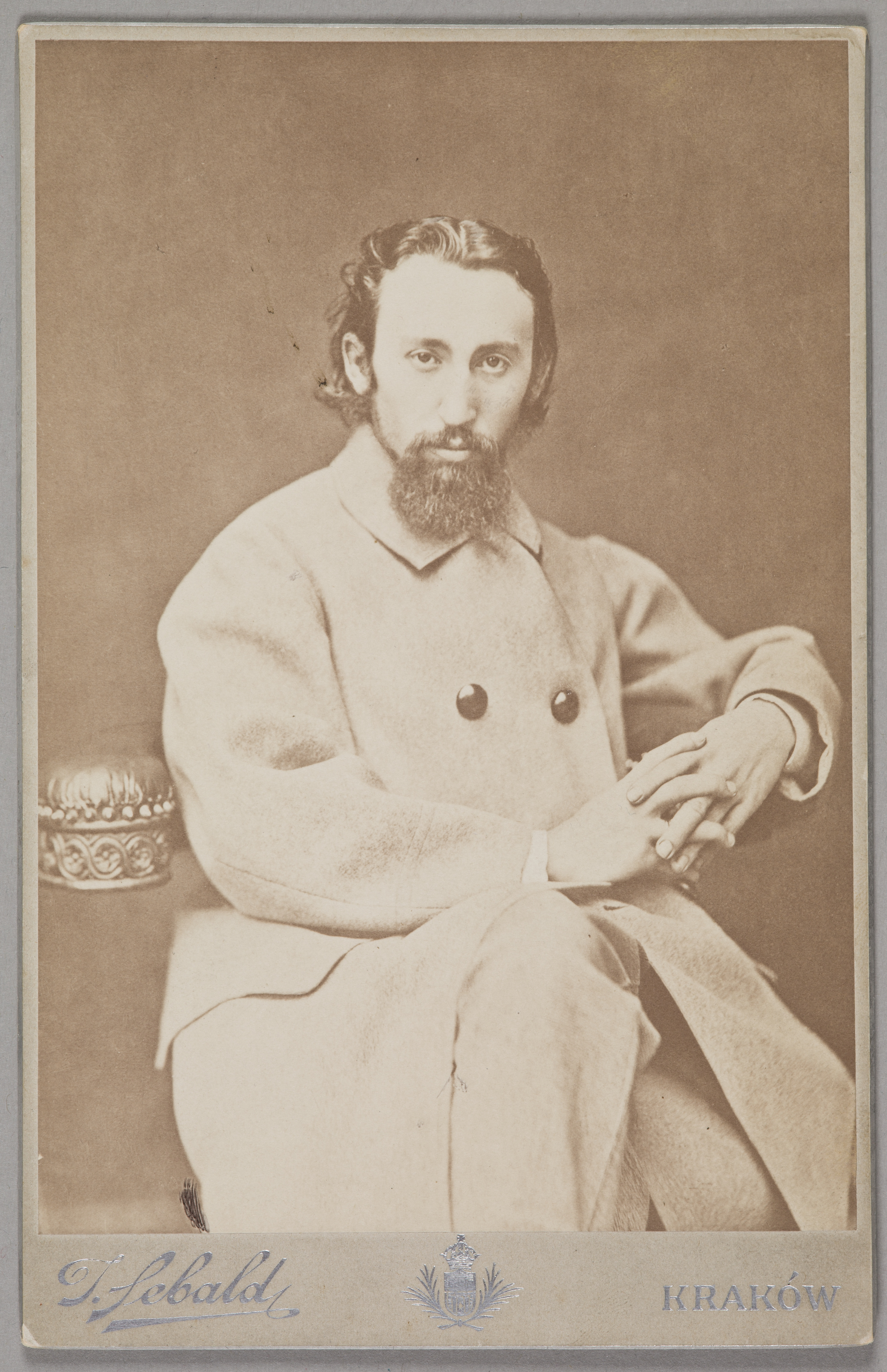
Walery Rzewuski, Józef Sebald, Jan Matejko w fotelu, 1865, Muzeum Narodowe w Krakowie

W 1862 namalował między innymi obraz Jan Kochanowski nad zwłokami Urszulki, który sprzedał w Warszawie za około 1000 rubli. W tym samym roku ukończył obraz Stańczyk, którego bohaterem jest tytułowy błazen rozmyślający o utracie Smoleńska. Stańczyk był jednym z wyrazicieli opinii Jana Matejki o historii Polski. W kolejnym obrazie, Kazaniu Skargi (1864), Matejko nadał tytułowej postaci własne rysy. Kazanie Skargi odniosło wielki sukces artystyczny; na wystawie w Paryżu malarz zdobył złoty medal, a hrabia Maurycy Eustachy Potocki z Zatora zapłacił mu 10 000 guldenów za zakup Kazania Skargi. Sukces finansowy i artystyczny pozwolił Matejce założyć rodzinę. W tym czasie jego dwaj bracia, Edmund i Kazimierz walczyli w powstaniu styczniowym. Jan nie wziął udziału w walkach, ponieważ nie potrafił posługiwać się bronią i był wątły fizycznie. Woził natomiast broń i pomagał powstańcom materialnie.

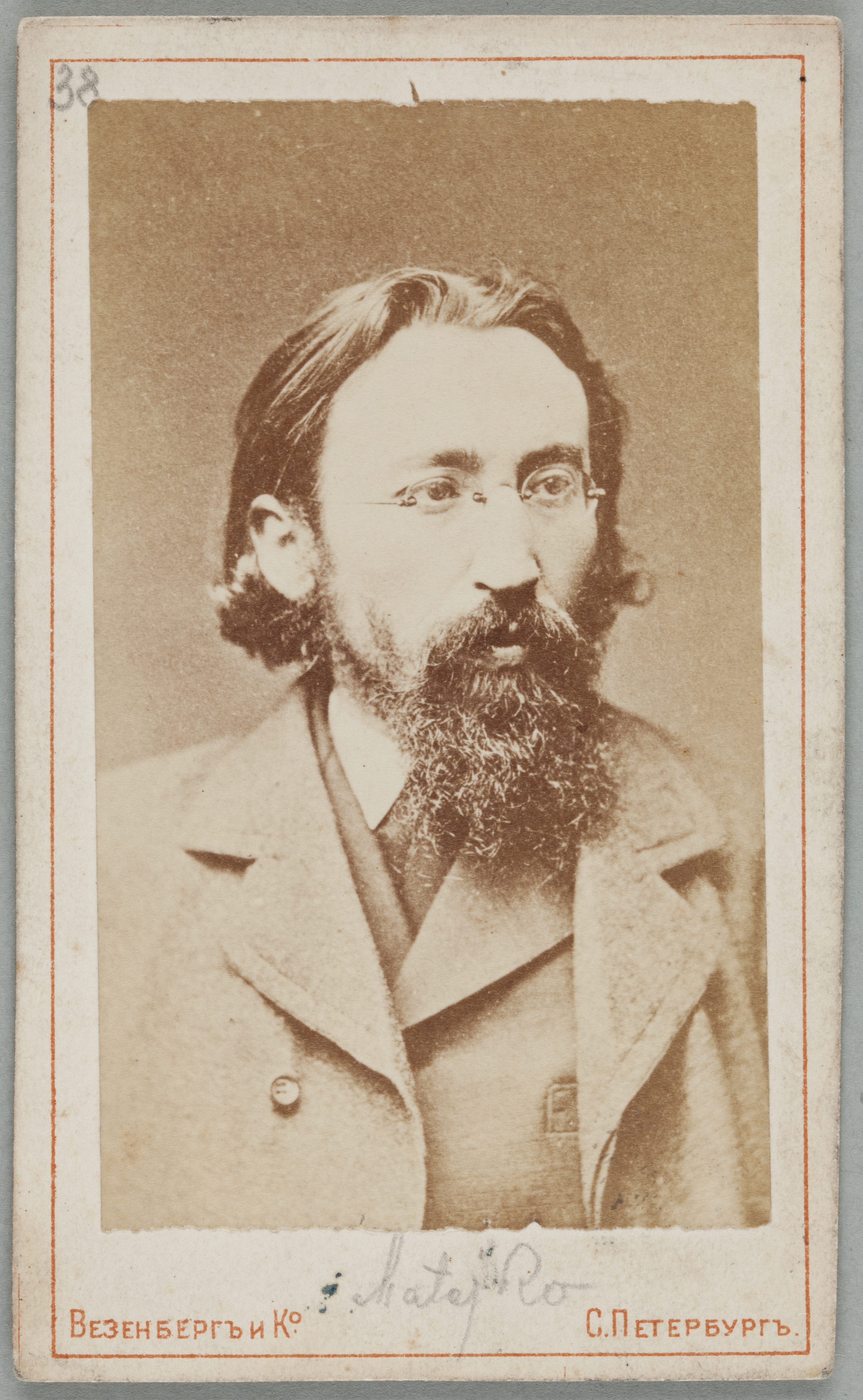
Wesenberg & Co., Portret Jana Matejki, fotografia, ok. 1875–1890, Muzeum Narodowe w Krakowie

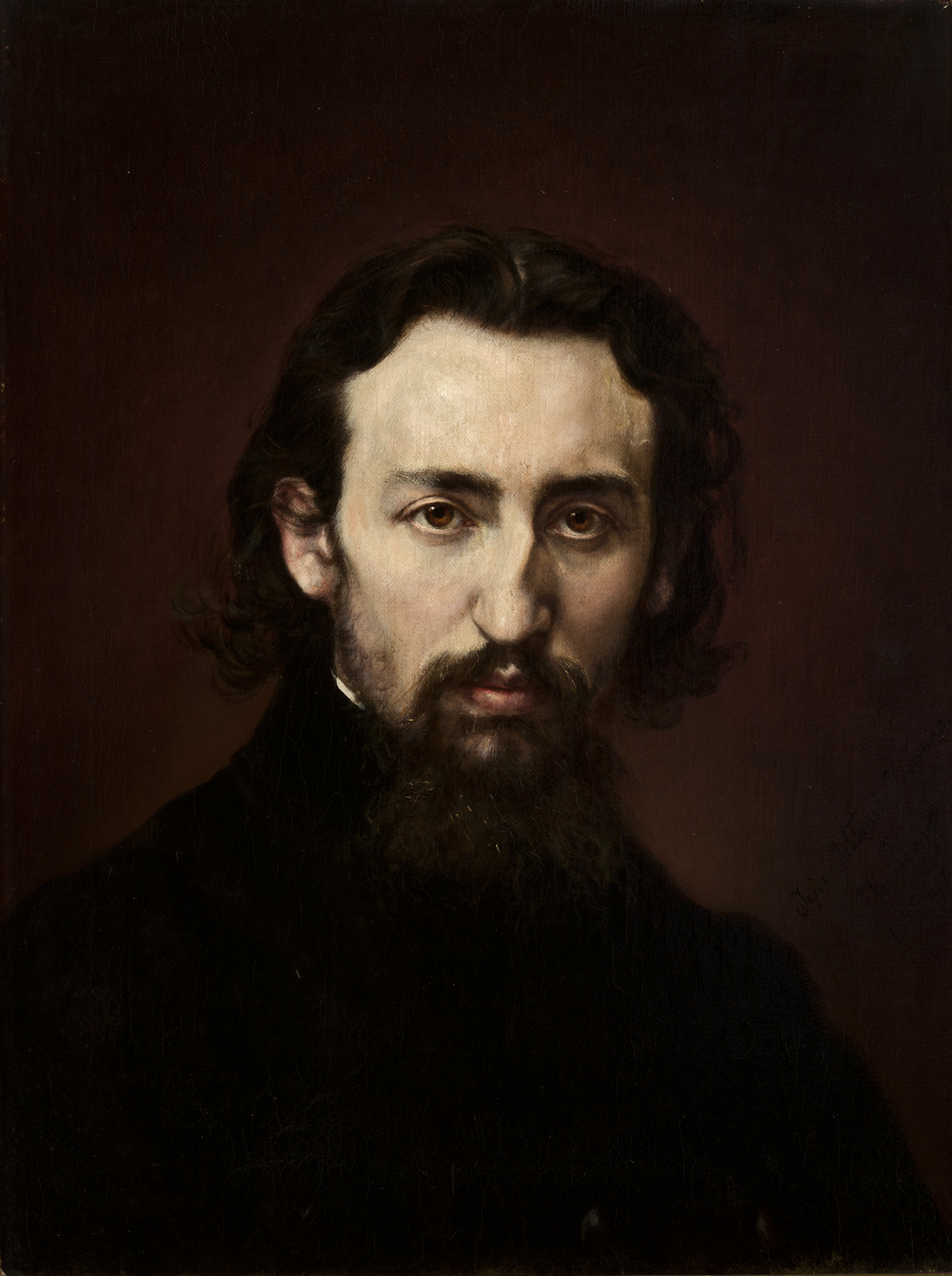
Izydor Jabłoński, Jan Matejko w młodzieńczym wieku, 1875, Muzeum Narodowe w Krakowie

Podobnie jak w przypadku Kazania Skargi, w 1867 Matejko ponownie zdobył złoty medal za obraz Rejtan, a władca austro-węgierski Franciszek Józef I zakupił dzieło za około 50 tys. franków. W 1870, po namalowaniu Unii lubelskiej (1867–1869), został udekorowany w Paryżu Legią Honorową. Następny obraz, Stefan Batory pod Pskowem, został ukończony w 1871. W 1872, jeszcze przed podróżą do Stambułu, Matejko rozpoczął prace nad obrazem Astronom Kopernik, czyli rozmowa z Bogiem, który został ukończony po powrocie do Krakowa. Dzieło ze składek publicznych zakupił Uniwersytet Jagielloński. W listopadzie 1873 przeprowadził się z powrotem na ulicę Floriańską 41, a po spłaceniu rodzeństwa stał się jedynym właścicielem nieruchomości. W maju 1873 został dyrektorem Szkoły Sztuk Pięknych w Krakowie zagrożonej zamknięciem, odrzucając przejęcie praskiej Akademii Sztuk Pięknych. W 1876 zakupił dworek w Krzesławicach, który stał się letnią siedzibą rodziny. W 1878 namalował kolejny ceniony obraz, Bitwę pod Grunwaldem, wtedy też nagrodzono malarza w Paryżu honorowym złotym medalem.
Artystę doceniła międzynarodowa społeczność, został honorowym członkiem Akademii paryskiej, berlińskiej, praskiej, wiedeńskiej, a także Akademii Rafaelowskiej w Urbino. Poświęcał też czas Szkole Sztuk Pięknych oraz walczył o upiększanie Krakowa i zachowanie jego zabytków. Do końca życia cieszył się wielką sławą, tak w Polsce, jak na całym świecie, do czego przyczyniały się liczne nagrody (m.in. na wystawach w Paryżu). Nazywano go „mistrzem”. Swoim malarstwem przyczyniał się do upowszechnienia historii polskiej. W 1883 roku ofiarował swój obraz Jan Sobieski pod Wiedniem papieżowi Leonowi XIII, który z wdzięczności uhonorował go Krzyżem Komandorskim z Gwiazdą Orderu Piusa IX.

### Działalność konserwatorska i pedagogiczna

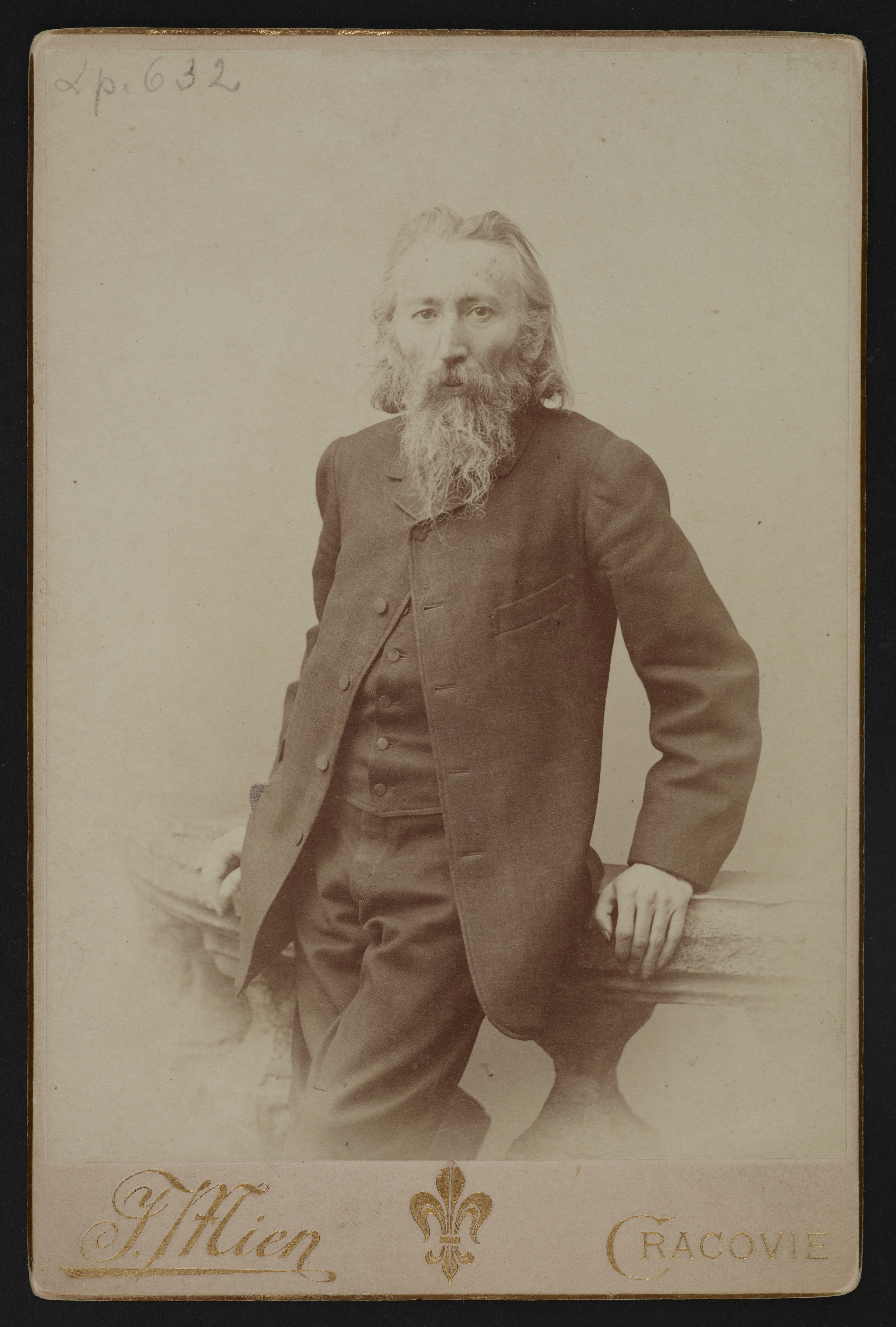
Juliusz Mien, Jan Matejko wsparty o balustradę, 1891, Muzeum Narodowe w Krakowie

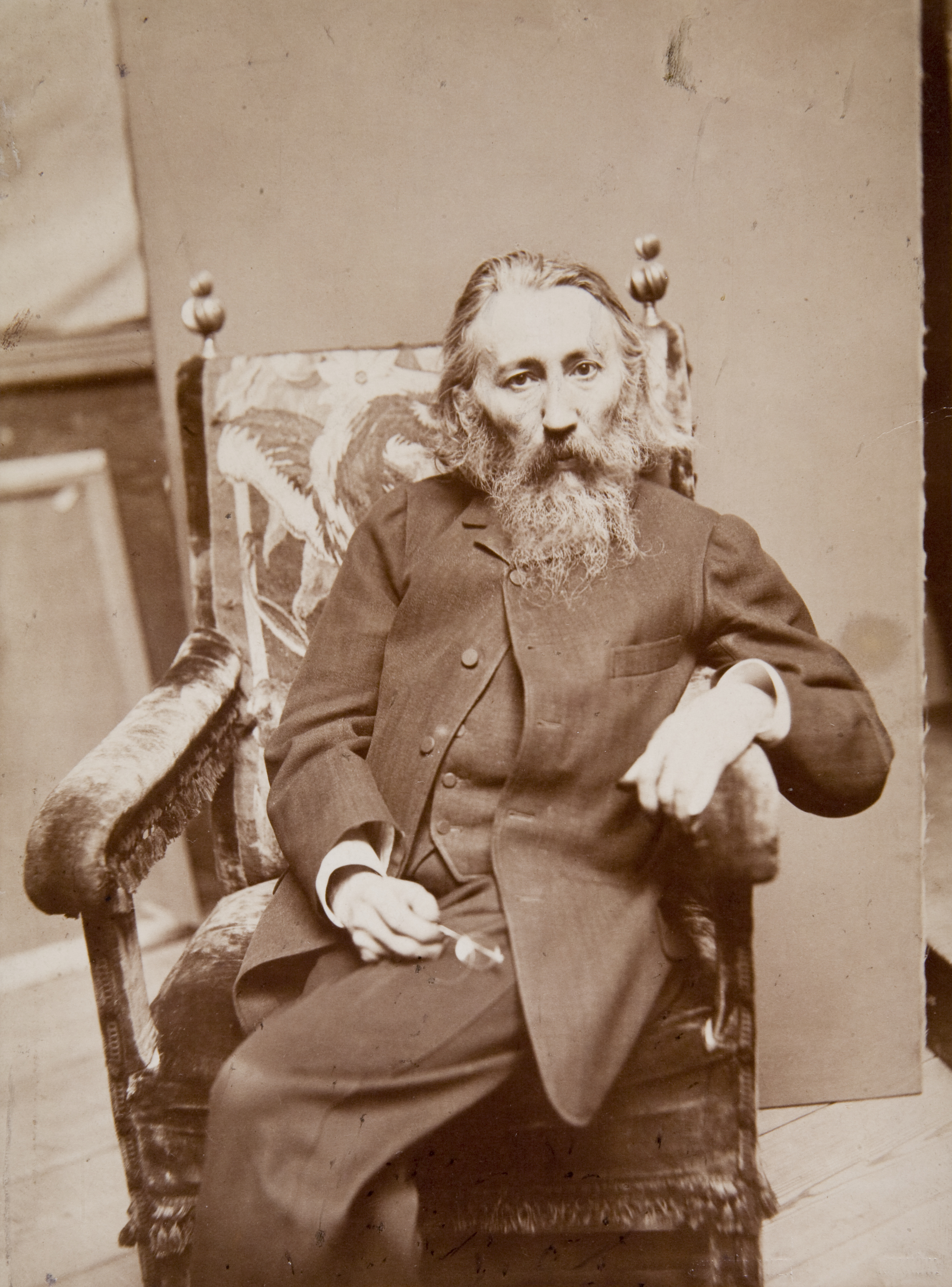
Juliusz Mien, Jan Matejko w pracowni, siedzący w fotelu z orłem w zaplecku, 1892, Muzeum Narodowe w Krakowie

Matejko angażował się w działalność konserwatorską. Miał wpływ na ratowanie zabytków Krakowa. Uczestniczył w pracach komisji konserwatorskich podczas odnawiania gotyckiego ołtarza Wita Stwosza w kościele Mariackim (1867–1869), restauracji gmachu Sukiennic (1875–1879), zamku na Wawelu (1886) oraz Kościoła Mariackiego (1889). Brał udział w pracach naukowo-badawczych oraz wykonywał rysunki inwentaryzacyjne podczas otwarcia w katedrze wawelskiej grobów: Kazimierza Wielkiego (1869), królowej Jadwigi (1887) i kardynała Oleśnickiego (1887). Uczestniczył w pracach komisji nad stworzeniem ustawy o konserwacji zabytków. Według projektu Matejki w latach 1889–1891 wykonana została polichromia wnętrz kościoła Mariackiego.
Wykształcił wielu malarzy. Najważniejszymi jego uczniami byli Józef Mehoffer, Stanisław Wyspiański, Jacek Malczewski i Leon Wyczółkowski, czołowi przedstawiciele polskiego modernizmu.

## Życie prywatne

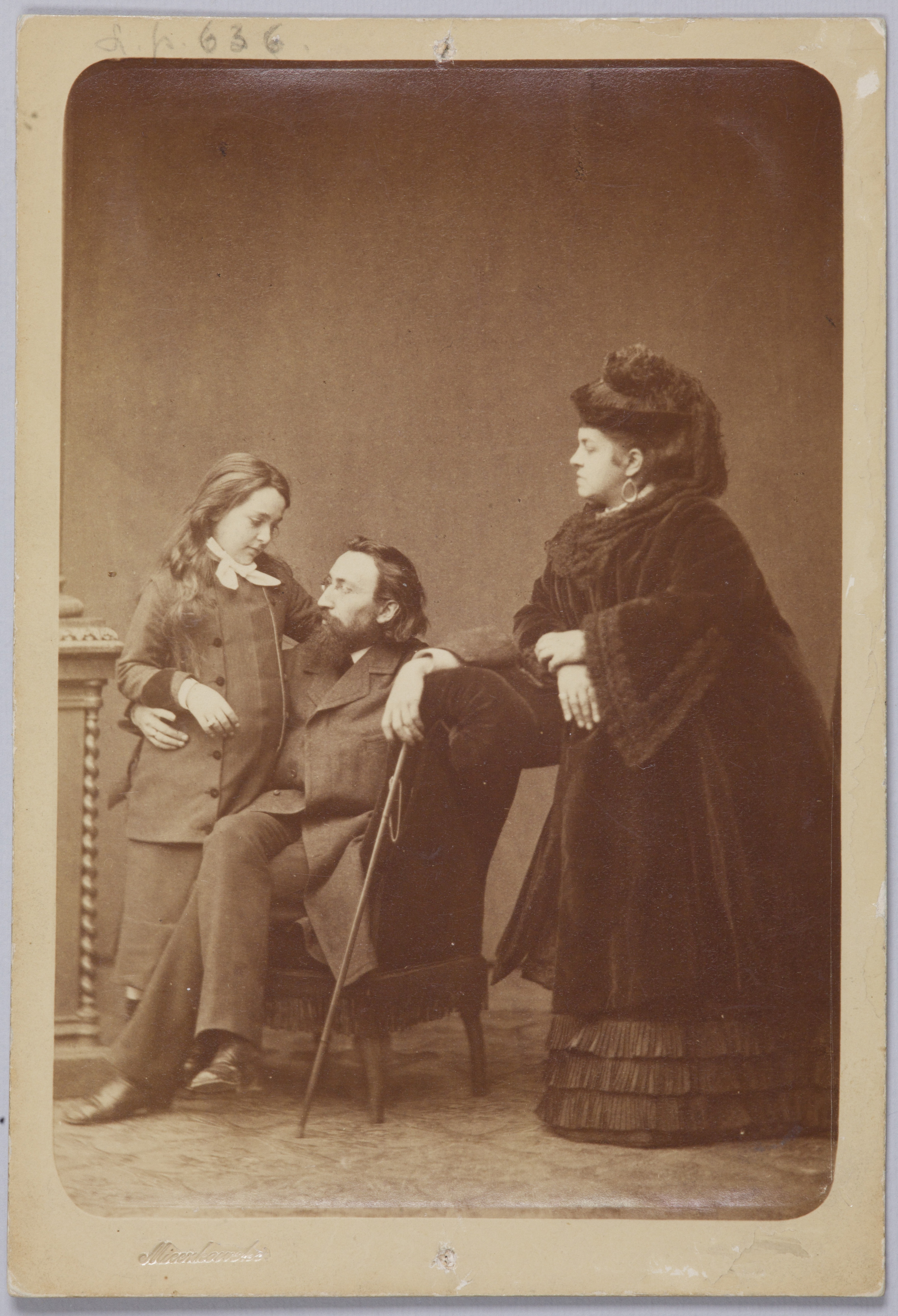
Jan Mieczkowski, Jan Matejko z żoną Teodorą i córką Heleną, 1877, Muzeum Narodowe w Krakowie

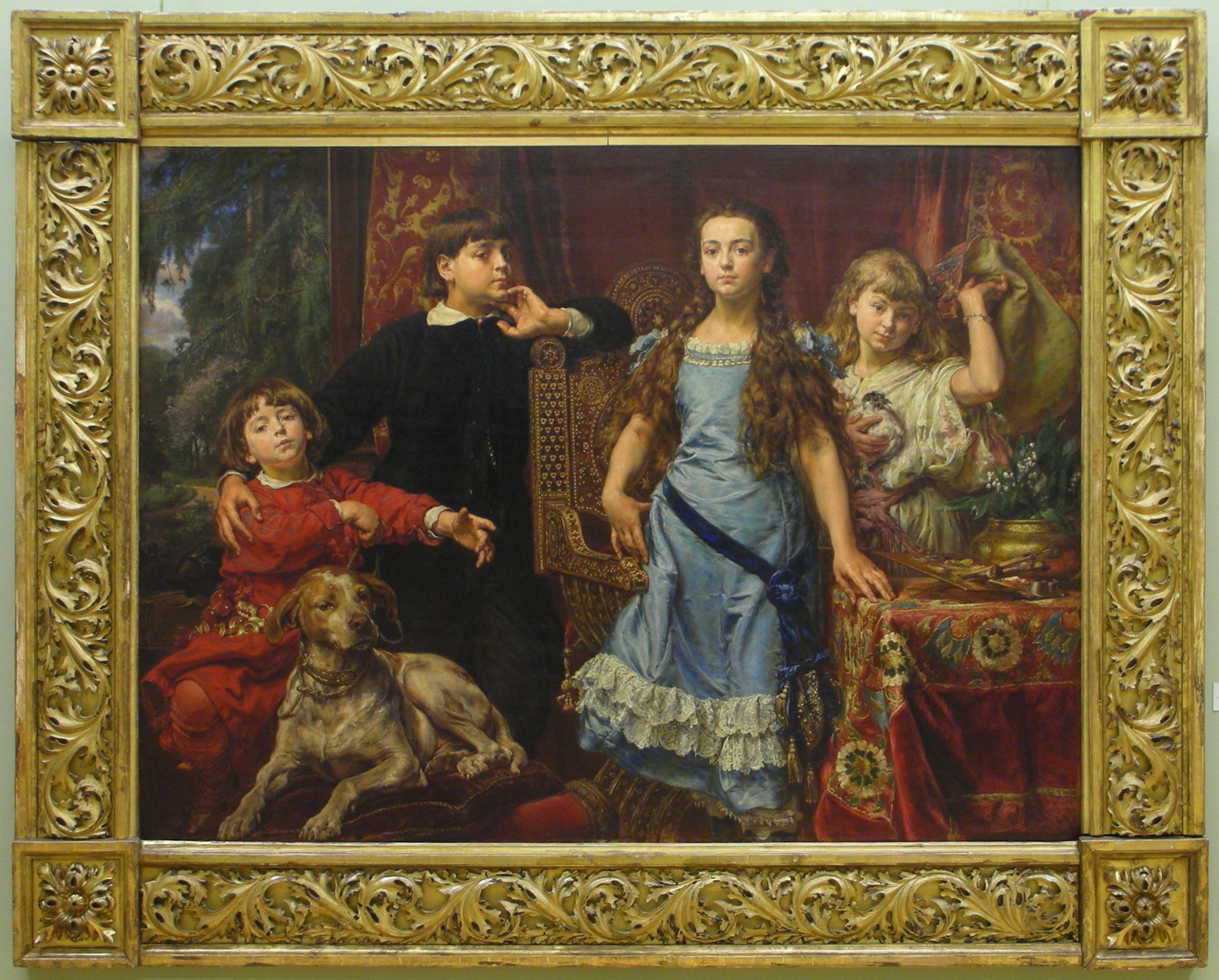
Jan Matejko, Portret dzieci artysty, 1879, Lwowska Galeria Sztuki

W 1864, po sprzedaży Kazania Skargi, mógł pozwolić sobie na małżeństwo z Teodorą Giebułtowską. Ślub odbył się 21 listopada 1864, uroczystość odbyła się w kościele karmelitów na Piasku, w obecności najbliższej rodziny. Zachwyt budziła przede wszystkim suknia panny młodej, zaprojektowana przez artystę osobiście. Zamieszkali początkowo przy ulicy Krupniczej. Mieli razem pięcioro dzieci: Tadeusza (1865–1911), Helenę (1867–1932), Beatę (1869–1926), Jerzego (1873–1927) oraz Reginę (1878), która zmarła jako niemowlę. Katarzyna Jaworska pisze, że żona Matejki „była jego powierniczką, ostoją, duchową przyjaciółką. Dodawała mu energii, podtrzymywała na duchu, wciąż utwierdzała w miłości”. Po śmierci Reginy Teodora Matejko zaczęła zapadać na neurozę, donosiła o rzekomej niemoralności męża i groziła swojej rodzinie śmiercią. W 1882 została tymczasowo zamknięta w szpitalu psychiatrycznym, później przeniesiona do innej kamienicy na ul. Floriańskiej. Do końca życia usiłowała bezskutecznie udowodnić, że uporała się z chorobą umysłową. Dzieci także przysparzały mu kłopotów. Synowie, Tadeusz i Jerzy, zupełnie nie byli zainteresowani nauką; więcej szczęścia Jan Matejko miał do córek. Helenę, swoją ulubienicę, wydał za mąż za malarza Józefa Unierzyskiego; Beatę – za Wincenta Kirchmayera.
Pogłębiające się z czasem problemy finansowe Matejki spowodowane były chorobą żony, a także nadmiernym szafowaniem własnym dorobkiem artystycznym. Kilka wielkich płócien podarował Narodowi Polskiemu, papieżowi przekazał Sobieskiego pod Wiedniem, a Francja otrzymała od niego Joannę d’Arc. Obdarowywał też obrazami swoich znajomych – ludzi zwykle bardzo bogatych. Nic nie wziął za portret od hr. Stanisława Tarnowskiego, bezpłatnie podarował portret ks. Marcelinie Czartoryskiej. Nie szczędził też datków na wsparcie ubogich. Ofiarował m.in. na ich rzecz szkic olejny Zygmunt August w ogrodzie wileńskim, który został następnie sprzedany do Warszawy.
Marian Trzebiński w latach 1891–1892 charakteryzował postać Matejki jako osobę niepozorną „niskiego wzrostu, z siwiejącą zaniedbaną brodą i takimiż włosami [...] Obserwując go na ulicy prawie uwierzyć nie mogłem, że ten mały człowieczek króluje niepodzielnie w sztuce naszej i że jest chlubą nie tylko Krakowa, ale i całej Polski”. Przy okazji wystąpienia Matejki na otwarciu roku szkolnego 1891/1892 w ówczesnej Szkole Sztuk Pięknych w Krakowie Trzebiński dodawał, że Matejko przemawiał „z sensem, ale bez zacięcia krasomówczego”. Trzebiński wspominał też, że zapadła mu w pamięć „drobna postać mistrza, człowieka przepracowanego, wycieńczonego do ostatnich granic, zaniedbanego, opuszczonego, z kościstymi palcami pożółkłymi od tytoniu. Tytoń bowiem i czarna kawa były to dwie rzeczy, którymi Matejko podtrzymywał swe siły”.

## Śmierć

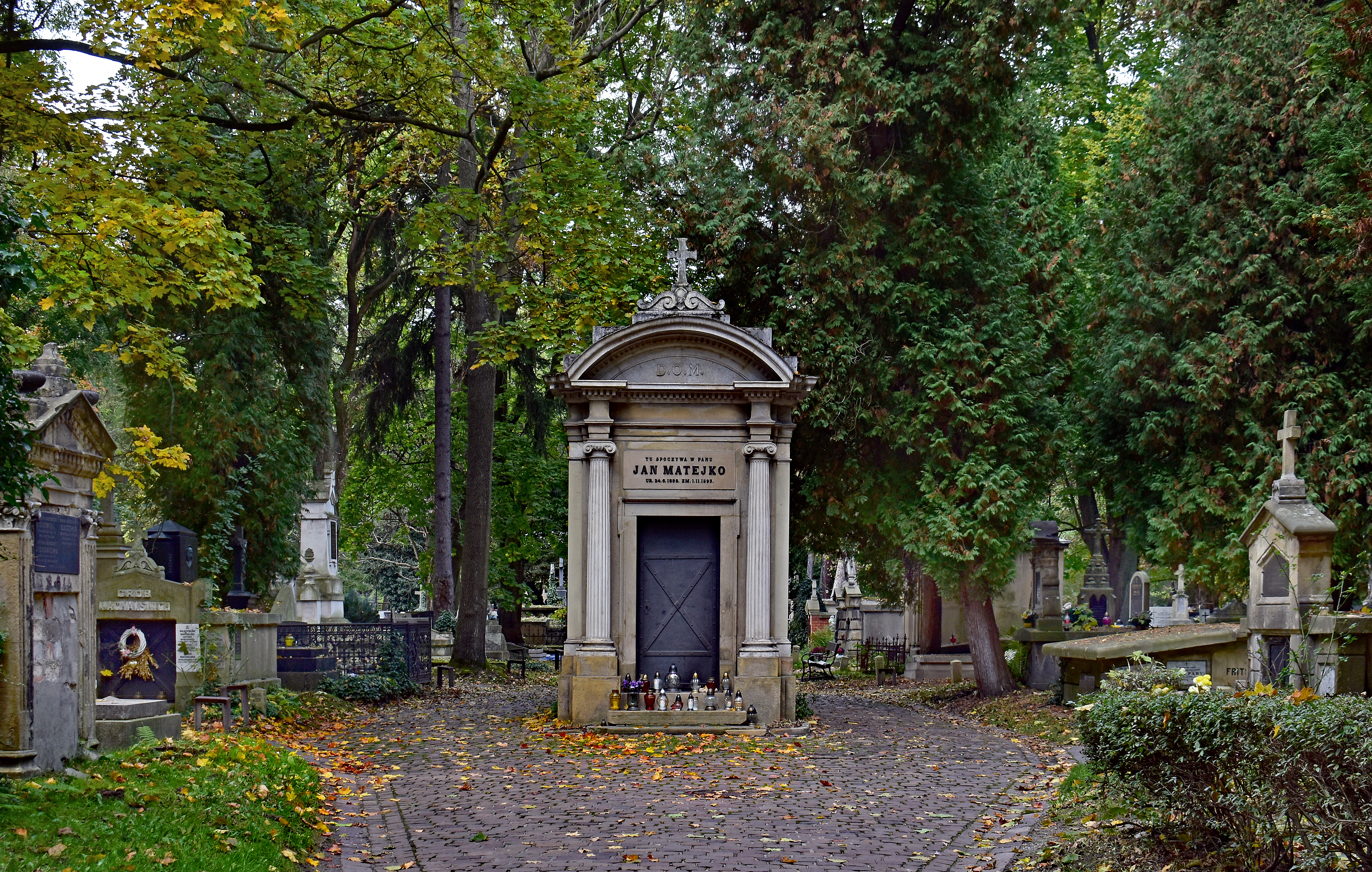
Grobowiec Matejków w głównej alei cmentarza Rakowickiego

Jan Matejko zmarł po pęknięciu wrzodu żołądka 1 listopada 1893 w wieku 55 lat. W czasie jego pogrzebu, odprawionego przez kardynała Albina Dunajewskiego w kościele Mariackim, bił dzwon Zygmunt, a w ostatniej drodze towarzyszyły mu tysiące krakowian. Wśród gości był m.in. malarz Ilja Riepin. Ciało Matejki spoczęło w grobowcu rodzinnym w głównej alei na cmentarzu Rakowickim w Krakowie. Grobowiec znajduje się w alei głównej, rząd: M. pas 43-45.

## Styl artystyczny

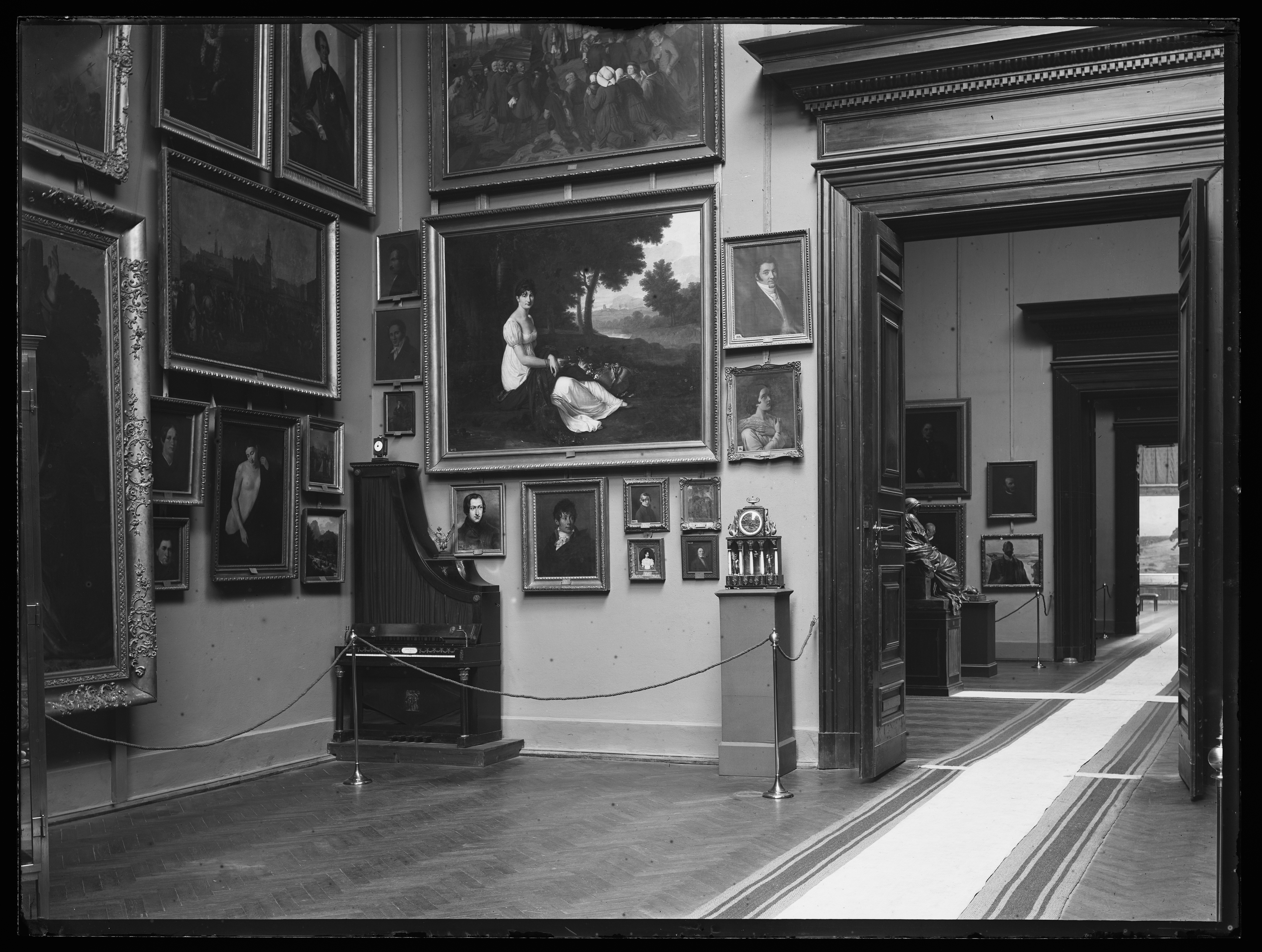
Fragment ekspozycji w Sukiennicach (sala Matejkowska, ok. 1900)

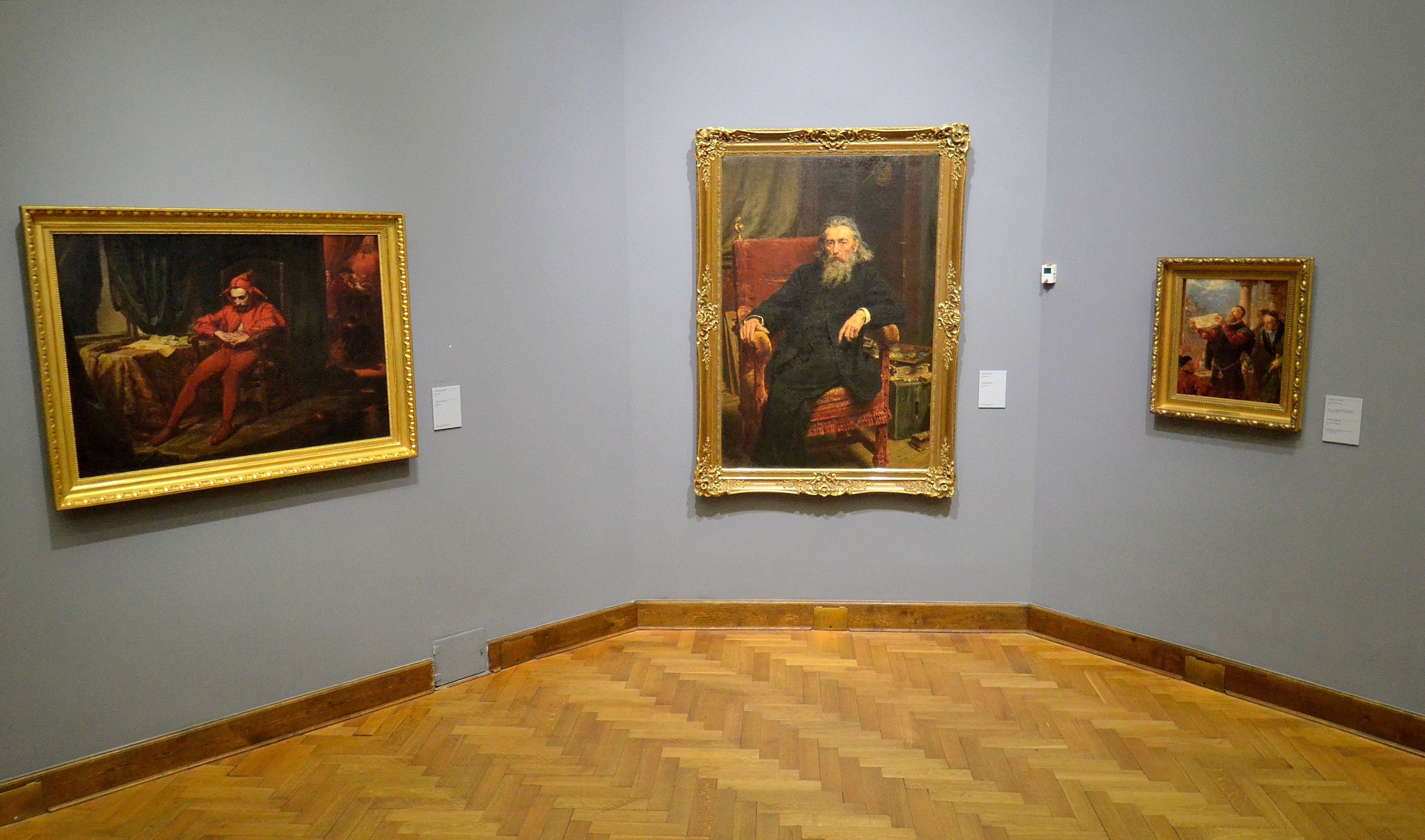
Obrazy w Sali Jana Matejki w Muzeum Narodowym w Warszawie

### Malarstwo jako interpretacja historii
Zalicza się go do najważniejszych polskich malarzy, uznawany jest za „największego polskiego malarza historycznego” lub za postać cieszącą się kultem wśród narodu polskiego. Głęboki wpływ na Matejkę wywarł Wilhelm von Kaulbach i jego styl „historycznego symbolizmu”. Nie chodziło tu o dokładne przedstawienie przeszłych wydarzeń, ale o artystyczną swobodę interpretacji, umożliwiającą umieszczanie danych historycznych w wybranej perspektywie. Technika Matejki, utrzymana w gatunku neoklasycznym, została doceniona za „jasność, szczegółowość i wyobraźnię”.
Udało mu się rozpowszechnić wiedzę o historii Polski i podtrzymać pamięć o niegdyś historycznym państwie, które zniknęło z mapy po trzech rozbiorach i straciło możliwość politycznego samostanowienia. Jego dzieła, rozpowszechniane przez tysiące reprodukcji, stały się standardowymi ilustracjami wielu kluczowych wydarzeń w historii Polski.

### Technika i cechy malarstwa Matejki

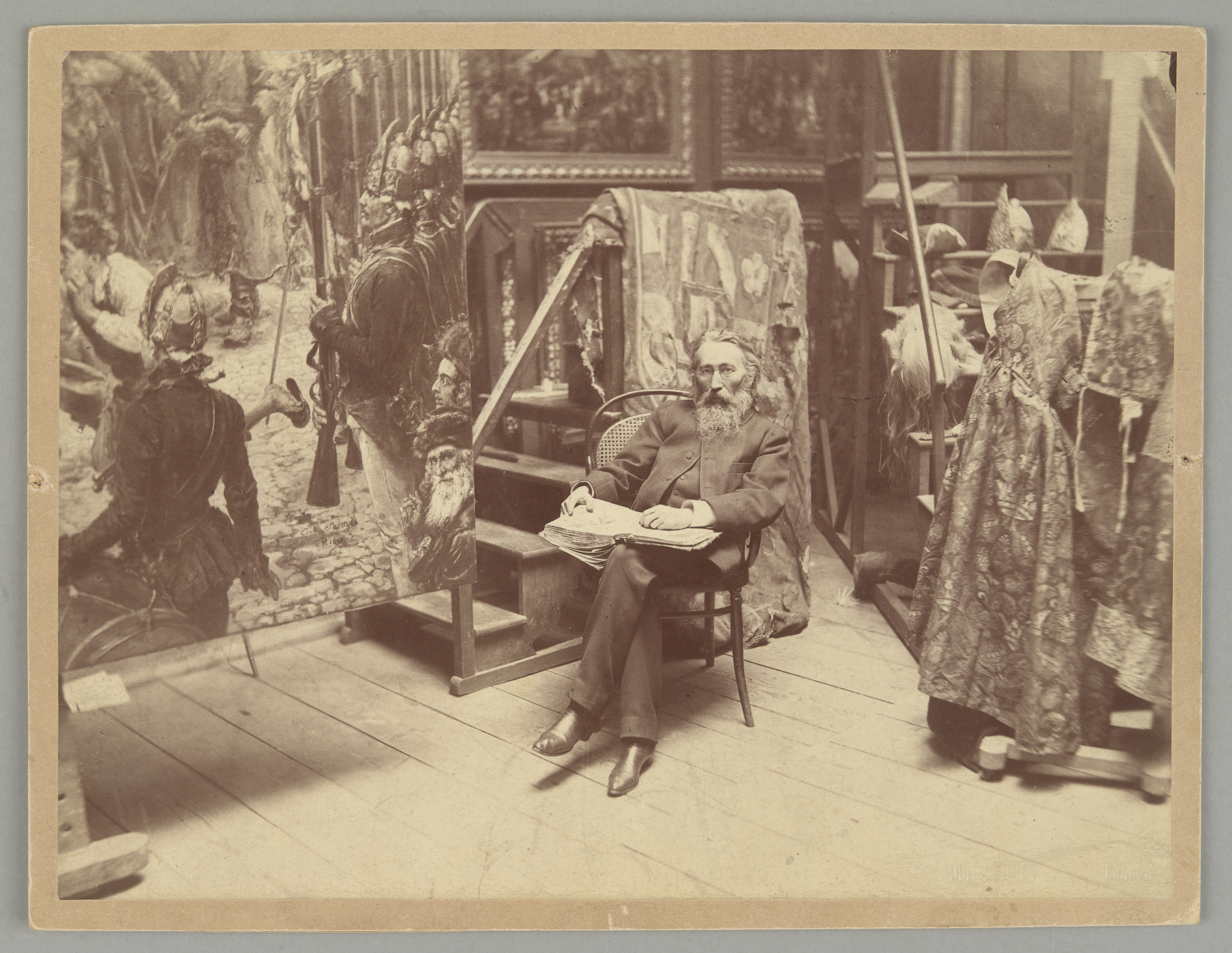
Juliusz Mien, Jan Matejko siedzący w pracowni przy obrazie Konstytucja 3 Maja 1791 r., 1891, Muzeum Narodowe w Krakowie

Tajemnicą popularności artysty jest nie tylko kunszt wykonania prac. Matejko był zafascynowany gotycką rzeźbą Wita Stwosza i późnorenesansowymi artystami włoskimi. Obrazy są kadrowane, spiętrzone i przepełnione namiętnością. Artysta komponował wielopostaciowe sceny, często rozwinięte panoramicznie. Jego utwory przenikała silna ekspresja na granicy patosu, wyrafinowana aranżacja całych scen, dynamika linii konturu, intensywne barwy oraz pełne ekspresji rysy fizjonomiczne i psychiczne.
Malarstwo Matejki charakteryzowały precyzja konturu, dbałość o szczegóły oraz starannie wygładzona powierzchnia malarska, uzyskana dzięki oszczędnemu nakładaniu farb. Z upływem czasu artysta nadawał osobiste cechy postaciom i portretował ich zmienne reakcje psychiczne, aby pogłębić dramaturgię przedstawianych scen.

### Poglądy na sztukę
W 1882 Matejko zwracał się do uczniów krakowskiej Szkoły Sztuk Pięknych następująco: „Sztuka jest obecnie dla nas pewnego rodzaju orężem w ręku, oddzielać sztuki od miłości ojczyzny nie wolno”. W innych okolicznościach wyjaśniał: „Ja nie mogę robić tak, jakbym chciał, ja nie komponuję i nie maluję tak, jak rozumiem warunki artystycznej doskonałości obrazu. O rzeczy ważniejsze chodzi mi więcej niż o nią – o wyraz postaci lub o wyrazistość grupy więcej jak o czystość linii, jak o piękność układu”.
Poglądów Matejki dotyczą również wspomnienia Włodzimierza Tetmajera z kontaktu z Matejką w 1892 roku, zanotowane przez malarza Leona Kowalskiego

>>Włodzio Tetmajer opowiadał mi, że jak wrócił z zagranicy liznąwszy tam pleneru i impresjonizmu francuskiego, malował w Krakowie na majsterszuli swoje Święcone. Bał się zaprosić Matejkę na korektę. Myślał właśnie, że odmienny sposób poglądów i inne zgoła pojęcie dyrektora mogą go do nowożytnego obrazu i do jego twórcy zrazić. Bałem się – mówił – że wyleje mnie z pracowni, zaprosiłem jednak.
Przyszedł, siedział długo, patrzył na obraz, coś myślał, po czym powiedział:
Widzi Pan, wielu ludzi sądzi, że Matejko maluje historyczne stare szmaty, kompozycje – malarz pracowniany nie rozumie nowych prądów, nowego życia. A ja mój panie, jak jestem u siebie na wsi, nieraz obserwuję jak wczesnym rankiem obywatelki (chłopów nazywał obywatelami) idą z konwiami po wodę rzucając poza siebie głębokie niebieskie cienie. Ja widzę też i słońce i kontrasty cienia odbijającego niebo, tylko że tego nie potrafię zrobić... Mam inne zainteresowania – rzekł po chwili – do was należy powietrze i słońce, ja zaś pozostanę ze swoimi królami... Dobrze panie! Dobrze, że pan poszedł tą drogą, obraz mi się podoba, proszę go skończyć.
Ja, proszę pana, rzekł na odchodnym, doskonale widzę, kto studiuje naturę i ma coś do powiedzenia, a kto studiuje cudze obrazy...
Byłem zdumiony – mówił Tetmajer – tym zrozumieniem i tolerancją nowych kroków w sztuce.
Swoją wielką intuicją wyczuwał idące nowe zdobycze sztuki nowożytnej, nie stając w opozycji, jak to zwykle czynią ludzie starsi w stosunku do pokolenia następnego.<<

## Krytyka
Szczytowy okres twórczości Matejki przypadał w Polsce na początek realizmu w malarstwie - były to lata walki z pompierstwem w malarstwie historycznym. Walka ta stanowiła tło historyczne krytyki twórczości Jana Matejki. Wyjaśnił je Jan Zygmunt Jakubowski (1950) pisząc: >>Surowa krytyka malarstwa Matejki w okresie "Wędrowca" jest w pełni zrozumiała jedynie w związku z wielką kampanią, jaką prowadzili wówczas (w latach 1884-1887) najbardziej postępowi krytycy tych czasów - Witkiewicz i Sygietyński, entuzjaści malarstwa realistycznego - z ówczesnym malarstwem historycznym. Chodziło o walkę z tzw. "pompierami", z malarzami tworzącymi wielkie, efektowne i pompatyczne obrazy historyczne  (określane pogardliwie jako "kobyły"), pozbawione najczęściej głębokiej wartości poznawczej i artystycznej, odpowiadające gustom i zamówieniu ideologicznemu wzbogaconego mieszczaństwa i pragnącej utrzymać swoje wpływy arystokracji. [...] Witkiewicz nie zmienił swej ostrej oceny malarstwa historycznego i w dwadzieścia lat później[...] Określał je jako sztukę "wypchaną po brzegi komunałami, szychem dramatyzmu końcowych scen lichego teatru, mięszaniną romantycznych mroków z konwenansem akademickiego klasycyzmu..." Czynił jednak wyjątek dla Matejki<< 
W monografii Jana Matejki opublikowanej (1973) przez Juliusza Starzyńskiego można przeczytać następujące uwagi:

Zwalczano Matejkę z bardzo różnych pozycji społecznych i ideologicznych. Zwalczała go arystokracja i burżuazja, a zwłaszcza konserwatyści z krakowskiej szkoły "Stańczyków", za to, że nie był dość powolnym sługą i wyrazicielem ich wstecznej ideologii, zwalczał go obóz demokratyczno-mieszczański i wielu późniejszych bojowników postępu społecznego za to, że nazbyt wysoką rolę w historii przyznawał jednostce władczej i nie dość jasno dostrzegał twórczą i decydującą rolę mas ludowych. Zwalczali go idealiści za nazbyt realistyczną wymowę i dosadność jego płócien, zwalczali go realiści za religianctwo oraz mistyczne, symboliczne skłonności. Zwalczali go impresjoniści za surowość i unikanie subtelnych odcieni kolorystycznych, wytworni esteci zarzucali mu nadmierną ekspresyjność formy, a inni z kolei za to, że formę podporządkował treści, chcąc z tzw. warsztatu artystycznego uczynić to właśnie, czym powinien być w istocie – narzędzie ideowego, społecznego oddziaływania sztuki. To jedno wszakże jest pewne: nie ma nikogo, a zwłaszcza nie ma chyba ani jednego Polaka, który wobec twórczości Matejki mógłby pozostać obojętny.

Było także wielu zwolenników twórczości Matejki. W latach 1884–1908 trwały spory wokół osoby i twórczości Matejki. Przykładowo malarz Stanisław Witkiewicz nazywał Matejkę „jedną z najoryginalniejszych postaci w sztuce, zjawiskiem tak niespodzianym i jedynym jak Bocklin”. Historyk sztuki Maciej Masłowski zauważał, że już wczesne prace malarskie Matejki były wierne „plamie i linii [Eugène’a Delacroix”. Leon Chwistek wspominał, że „Matejko miał bardzo krótkie powodzenie za granicą, niemniej nikt z nas, nawet tak zdecydowany przeciwnik jego koncepcji sztuki jak ja – nie odmówi mu wielkości”.
Matejko narażał się na krytykę ze strony władz carskich i niemieckich. Za Bitwę pod Grunwaldem ówczesny car Aleksander II Romanow prewencyjnie zakazał reprodukcji dzieł malarza, a wystawienie Hołdu pruskiego w Königlich-Preußische Akademie der Wissenschaften w Berlinie wywołało sprzeciw kanclerza Ottona von Bismarcka, który osobiście nie dopuścił do przyznania obrazowi rekomendacji. W trakcie II wojny światowej naziści poszukiwali obrazów Matejki w celu ich bezpowrotnego zniszczenia; dzięki wysiłkom polskich konserwatorów udało się ukryć między innymi Bitwę pod Grunwaldem oraz Hołd pruski, dzięki czemu przetrwały one do czasów współczesnych.

### Oskarżenia o antysemityzm
Rzadko odnotowywanym, w odróżnieniu od działalności artystycznej Matejki, elementem krytyki wobec Matejki był otwarcie wyrażany przezeń antysemityzm. Dariusz Konstantynów twierdzi, że ważną rolę w podsycaniu niechętnych Żydom poglądów u Matejki odegrał jego przyjaciel Marian Gorzkowski, który przyczynił się do ufundowania Szkoły Sztuk Pięknych. W 1882 Matejko, jako dyrektor uczelni, zwrócił się do studentów żydowskiego pochodzenia ze Szkoły Sztuk Pięknych następującymi słowy:
A wy, uczniowie hebrajczycy, którzy do naszej Szkoły Sztuk Pięknych przybywacie, pamiętajcie, że sztuka nie jest handlową spekulacyjną jakąś robotą, lecz pracą w wyższych celach ducha ludzkiego, w miłości Boga z miłością kraju złączoną. Jeśli wy chcecie tylko w naszym artystycznym naukowym zakładzie nauczyć się sztuk pięknych dla spekulacji, a nie czuć ani wdzięczności dla kraju, ani żadnych dla niego obowiązków, jeśli wy, hebrajczycy, żyjąc w naszym kraju od wieków nie poczuwacie się do szlachetniejszych dla kraju naszego uczynków ani też chcecie być Polakami, to wynoście się z kraju, idźcie od nas tam, gdzie nie ma żadnej ojczyzny, ni wyższych uczuć miłości kraju, ni wyższych cnót ludzkich w miłości ziemi poczętych.
Na wystąpienie Matejki, które ukazało się drukiem w piśmie „Czas”, z oburzeniem zareagowała krakowska gmina żydowska, oświadczając: „Słowa wychodzące z ust tak poważnych oddziaływają niekorzystnie i na młodzież całą, bo odbijając się tysiąckrotnym echem, każą pojęcia młodego pokolenia i sieją ziarno nienawiści i pogardy kolegów ku kolegom”. Jeden z sygnatariuszy gminy, adwokat Leon Eibenschütz, wdał się w sprzeczkę z Marianem Gorzkowskim. Matejko wytoczył pozew w imieniu Gorzkowskiego, zakończony skazaniem Eibenschütza na 10 dni aresztu i grzywnę 150 złotych reńskich dla ubogich; apelacja Eibenschütza zakończyła się tylko złagodzeniem kary. Matejko wygłaszał antysemickie wypowiedzi i później, np. w trakcie burzliwej wymiany zdań w prasie z ówczesnym właścicielem Bitwy pod Grunwaldem Dawidem Rozemblumem – wymiany podsycanej przez dziennikarza Jana Jeleńskiego z antysemickiego pisma „Rola”.

## Odznaczenia i wyróżnienia
- Krzyż Komandorski Orderu Franciszka Józefa (1867)[72]
- Order Legii Honorowej (1870)[73]
- Krzyż Komandorski Orderu Żelaznej Korony[72]
- Krzyż Komandorski z Gwiazdą Orderu Piusa IX (1883)[74][75]
- Złoty Medal papieża Leona XIII (1883)[76]
- Odznaka Honorowa za Dzieła Sztuki i Umiejętności (1887)[77]
- Honorowy członek Towarzystwa Artystycznego w Wiedniu (1888)[78]
- Honorowy członek Towarzystwa Strzeleckiego w Krakowie[5]

## Dzieła
| Tytuł                                                                                           | Czas powstania | Technika i wymiary                                   | Miejsce przechowywania | Ilustracja |
| ----------------------------------------------------------------------------------------------- | -------------- | ---------------------------------------------------- | --- | ---------- |
| Konarski torturowany w celi więziennej                                                          | 1850           | akwarela na papierze 11,5 x 14 cm                    | Dom Jana Matejki w Krakowie |            |
| Carowie Szujscy przed Zygmuntem III (pierwszy obraz)                                            | 1853           | olej na płótnie 75,5 × 108 cm                        | Muzeum Narodowe we Wrocławiu |            |
| Władysław Jagiełło z Witoldem modlący się przed bitwą pod Grunwaldem                            | 1855           | olej na płótnie 79,5 x 62 cm                         | Muzeum Narodowe w Warszawie |            |
| Święta Jadwiga wśród ubogich                                                                    | 1855           | akwarela na papierze 15,3 x 22,8 cm                  | Muzeum Narodowe w Krakowie |            |
| Portret chłopczyka                                                                              | 1855           | olej na płótnie 39,5 x 31,5 cm                       | Muzeum Narodowe w Krakowie |            |
| Żydówka                                                                                         | 1856           | akwarela na papierze 16,5 x 12,5 cm                  | Muzeum Narodowe w Krakowie |            |
| Portret Kazimierza Stankiewicza                                                                 | 1857           | olej na płótnie 45 cm x 35,5 cm                      | Muzeum Narodowe w Krakowie |            |
| Piotr z Amiens – krzyżowiec                                                                     | 1858           | akwarela na papierze 21 x 14 cm                      | Muzeum Narodowe w Krakowie |            |
| Anna Jagiellonka (na tle renesansowego nagrobka Stefana Batorego)                               | 1858           | akwarela na papierze 32 × 23,4 cm                    | Muzeum Narodowe w Krakowie |            |
| Głowa starca z siwą brodą                                                                       | 1858           | olej na płótnie 62 x 44 cm                           | Muzeum Narodowe w Krakowie |            |
| Zygmunt I nadaje szlachectwo profesorom Uniwersytetu Jagiellońskiego                            | 1858           | olej na płótnie 82 x 101 cm                          | Muzeum Uniwersytetu Jagiellońskiego |            |
| Otrucie królowej Bony                                                                           | 1859           | olej na płótnie 77,5 x 62 cm                         | Muzeum Narodowe w Krakowie |            |
| Portret Parysa Maurizio                                                                         | 1859           | olej na płótnie 77 x 61,3 cm                         | Muzeum Narodowe w Krakowie |            |
| Samuel Zborowski prowadzony na śmierć                                                           | 1860           | akwarela na papierze 31,7 × 23,6 cm                  | Muzeum Narodowe w Krakowie |            |
| Mikołaj Wolski                                                                                  | 1860           | akwarela na papierze 17,2 × 12,3 cm                  | Muzeum Narodowe w Krakowie |            |
| Jan Zamoyski idący obwieścić wyrok śmierci Zborowskiemu                                         | 1860           | akwarela na papierze 32 × 23,5 cm                    | Muzeum Narodowe w Krakowie |            |
| Zabicie Wapowskiego w czasie koronacji Henryka Walezego                                         | 1861           | olej na płótnie 132 × 101 cm                         | kolekcja prywatna |            |
| Stańczyk w czasie balu na dworze królowej Bony wobec straconego Smoleńska                       | 1862           | olej na płótnie 120 × 88 cm                          | Muzeum Narodowe w Warszawie |            |
| Jan Kochanowski nad zwłokami Urszulki                                                           | 1862           | drzeworyt 46 × 67,8 cm (oryginał olejny 98 × 122 cm) | drzeworyt w Muzeum Narodowym w Krakowie (oryginał olejny zaginął) |            |
| Święty Kazimierz – królewicz polski                                                             | 1863           | akwarela 25,5 × 21,2 cm                              | Muzeum Narodowe w Krakowie |            |
| Kazanie Skargi                                                                                  | 1864           | olej na płótnie 224 × 397 cm                         | Muzeum Narodowe w Warszawie (depozyt Zamku Królewskiego w Warszawie). W 2021 roku Muzeum Narodowe w Warszawie zwróciło „Kazanie Skargi” Zamkowi Królewskiemu w Warszawie (długoletni depozyt). |            |
| Zygmunt August i Barbara Radziwiłłówna                                                          | 1864           | olej na płótnie 122 × 100 cm                         | Muzeum Narodowe w Krakowie |            |
| Polonia – Rok 1863 (Zakuwana Polska)                                                            | 1864? 1879     | olej na płótnie 156 × 232 cm                         | Muzeum Książąt Czartoryskich w Krakowie |            |
| Zygmunt August w ogrodzie wileńskim                                                             | 1865           | olej na płótnie 31 × 38 cm                           | Muzeum Narodowe w Warszawie |            |
| Ociemniały Wit Stwosz z wnuczką                                                                 | 1865           | olej na płótnie 155,5 x 140 cm                       | Muzeum Narodowe w Warszawie |            |
| Rejtan – Upadek Polski                                                                          | 1866           | olej na płótnie 282 × 487 cm                         | Zamek Królewski w Warszawie |            |
| Alchemik Sędziwój                                                                               | 1867           | olej na desce 72,5 × 131 cm                          | Muzeum Sztuki w Łodzi |            |
| Zygmunt August i Barbara na dworze Radziwiłłowskim w Wilnie                                     | 1867           | olej na płótnie 127 x 107 cm                         | Muzeum Narodowe w Warszawie |            |
| Wskrzeszenie Łazarza                                                                            | 1867           | olej na płótnie                                      | Parafia Najświętszej Maryi Panny Wniebowziętej w Nowym Wiśniczu |            |
| Wyrok na Matejkę                                                                                | 1867           | olej na tekturze 56 x 45 cm                          | Muzeum Narodowe w Warszawie |            |
| Unia lubelska                                                                                   | 1869           | olej na płótnie 298 × 512 cm                         | Muzeum Narodowe w Lublinie |            |
| Portret Leonarda Serafińskiego                                                                  | 1870           | olej na płótnie 110,5 × 88,5 cm                      | Muzeum Narodowe w Krakowie |            |
| Stefan Batory pod Pskowem                                                                       | 1872           | olej na płótnie 322 × 545 cm                         | Zamek Królewski w Warszawie |            |
| Astronom Kopernik, czyli rozmowa z Bogiem                                                       | 1873           | olej na płótnie 225 × 315 cm                         | Collegium Novum Uniwersytetu Jagiellońskiego |            |
| Portret Józefa Ciechońskiego                                                                    | 1873           | olej na płótnie 174 × 126 cm                         | Muzeum Śląskie w Katowicach |            |
| Portret Łukasza Dobrzańskiego                                                                   | 1873           | olej na desce 66 × 53 cm                             | Muzeum Narodowe w Krakowie |            |
| Portret Piotra Moszyńskiego                                                                     | 1874           | olej na płótnie 190 × 123 cm                         | Muzeum Narodowe w Krakowie |            |
| Zawieszenie dzwonu Zygmunta                                                                     | 1874           | olej na desce 94 × 189 cm                            | Muzeum Narodowe w Warszawie |            |
| Ostafi Daszkiewicz                                                                              | 1874           | olej na tekturze 72,5 × 57,5 cm                      | Muzeum Śląskie w Katowicach |            |
| Śmierć Przemysława w Rogoźnie                                                                   | 1875           | olej na desce 62 × 83 cm                             | Galeria Nowoczesna w Zagrzebiu |            |
| Wniebowzięcie Najświętszej Marii Panny                                                          | 1875           | olej na desce 45,5 × 24 cm                           | Muzeum Narodowe w Krakowie |            |
| Iwan Groźny                                                                                     | 1875           | olej na płótnie 121,5 ×88,5 cm                       | Muzeum Narodowe w Krakowie |            |
| Święty Ludwik, król francuski wybierający się na wyprawę krzyżową                               | 1876           | olej na desce 52 x 26,5 cm                           | Muzeum Okręgowe w Toruniu |            |
| Portret Franciszka Matejki, ojca artysty                                                        | 1877           | olej na desce 57 × 42 cm                             | Muzeum Narodowe w Krakowie |            |
| Bitwa pod Grunwaldem                                                                            | 1878           | olej na płótnie 426 × 987 cm                         | Muzeum Narodowe w Warszawie |            |
| Portret Alfreda Potockiego                                                                      | 1879           | olej na płótnie 128,5 × 85,6 cm                      | Muzeum Narodowe w Krakowie |            |
| Utopiona w Bosforze                                                                             | 1880           | olej na płycie mahoniowej 88 x 134 cm                | Muzeum Narodowe we Wrocławiu |            |
| Hołd pruski                                                                                     | 1880–1882      | olej na płótnie 388 × 875 cm                         | Muzeum Narodowe w Krakowie |            |
| Cesarz przed sarkofagiem króla Jana III Sobieskiego w krypcie św. Leonarda w katedrze na Wawelu | 1881           | akwarela na papierze 39 x 57 cm                      | Muzeum Narodowe w Krakowie |            |
| Rzeczpospolita Babińska                                                                         | 1881           | olej na płótnie 96 x 200 cm                          | Muzeum Narodowe w Warszawie |            |
| Królowa Jadwiga i Dymitr z Goraja                                                               | 1881           | olej na tekturze 46 x 38 cm                          | Muzeum Narodowe w Warszawie |            |
| Jan Sobieski pod Wiedniem                                                                       | 1883           | olej na płótnie 458 × 894 cm                         | Muzea Watykańskie |            |
| Wernyhora                                                                                       | 1883–84        | olej na płótnie 290 × 204 cm                         | Muzeum Narodowe w Krakowie |            |
| Wniebowstąpienie                                                                                | 1884           | olej na desce 103 × 67 cm                            | Muzeum Narodowe w Warszawie |            |
| Bolesław Chrobry ze Świętopełkiem przy Złotej Bramie w Kijowie                                  | 1884           | olej na desce 159 × 109 cm                           | Muzeum Narodowe w Krakowie |            |
| Bohdam Chmielnicki z Tuhaj-bejem pod Lwowem                                                     | 1885           | olej na desce 130 × 79 cm                            | Muzeum Narodowe w Warszawie |            |
| Wjazd Joanny d’Arc do Reims                                                                     | 1886           | olej na płótnie 484 × 973 cm                         | Muzeum Narodowe w Poznaniu |            |
| Założenie Akademii Lubrańskiego w Poznaniu                                                      | 1886           | olej na płótnie 105 × 125 cm                         | Muzeum Narodowe w Poznaniu |            |
| Śmierć Zygmunta II Augusta w Knyszynie w 1572 roku                                              | 1886           | olej na desce 112 × 146 cm                           | Muzeum Narodowe w Warszawie |            |
| Portret Mikołaja Zyblikiewicza                                                                  | 1887           | olej na płótnie 121,5 × 88,5 cm                      | Muzeum Narodowe w Krakowie |            |
| Biskup Iwo Odrowąż poświęcający kamień węgielny pod budowę kościoła w Iwoniczu w roku 1226      | 1887           | olej na płótnie 24,2 × 18 cm                         | Muzeum Historyczne w Bielsku-Białej |            |
| Kościuszko pod Racławicami                                                                      | 1888           | olej na płótnie 465 × 897 cm                         | Muzeum Narodowe w Krakowie |            |
| cykl Dzieje cywilizacji w Polsce                                                                | 1888-1889      | dwanaście szkiców olejnych                           | Zamek Królewski w Warszawie |            |
| Zaprowadzenie chrześcijaństwa                                                                   | 1889           | olej na desce 79 × 120 cm                            | Muzeum Narodowe w Warszawie |            |
| Chrzest Litwy                                                                                   | 1889           | olej na płótnie 60 × 115,5 cm                        | Zamek Królewski w Warszawie |            |
| cykl Poczet królów i książąt polskich                                                           | 1890–1892      | czterdzieści cztery rysunki                          | Muzeum Narodowe we Wrocławiu |            |
| Ślub Kazimierza Jagiellończyka z arcyksiężniczką Elżbietą                                       | 1890           | olej na płótnie 250 x 173 cm                         | obraz zaginiony |            |
| Konstytucja 3 Maja 1791 roku                                                                    | 1891           | olej na płótnie 247 × 446 cm                         | Zamek Królewski w Warszawie |            |
| Carowie Szujscy przed Zygmuntem III (drugi obraz)                                               | 1892           | olej na desce 42 × 63 cm                             | Dom Jana Matejki w Krakowie |            |
| Król Władysław IV pod Smoleńskiem                                                               | 1892           | olej na płótnie 45 x 73 cm                           | obraz zaginiony |            |
| Zabójstwo św. Stanisława                                                                        | 1892           | olej na desce 84 x 123 cm                            | Muzeum Pomorza Środkowego w Słupsku |            |
| Autoportret                                                                                     | 1892           | olej na desce 160 × 110 cm                           | Muzeum Narodowe w Warszawie |            |
| Wyjście żaków z Krakowa w roku 1549                                                             | 1892           | olej na płótnie 97 × 114 cm                          | Muzeum Narodowe w Krakowie |            |
| Śluby Jana Kazimierza                                                                           | 1893           | olej na płótnie 315 × 500 cm                         | Muzeum Narodowe we Wrocławiu |            |

## Upamiętnienie

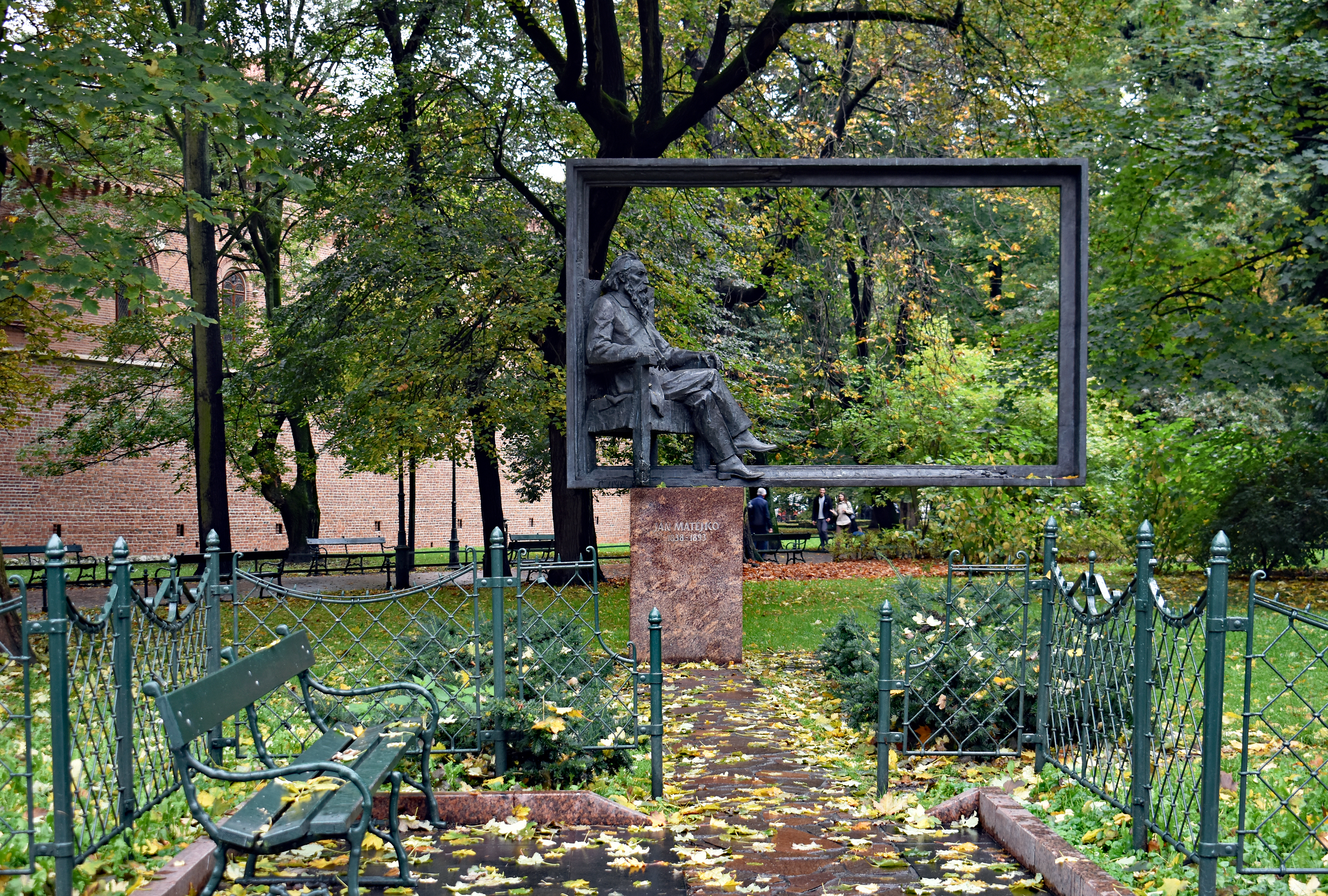
Pomnik Jana Matejki w Krakowie, na Plantach obok Barbakanu

Życie i twórczość Jana Matejki były wielokrotnie upamiętniane. Zabytkowa kamienica, w której urodził się, żył i umarł Jan Matejko na ulicy Floriańskiej 41, stała się muzeum biograficznym malarza. Od 1904 Dom Jana Matejki jest Oddziałem Muzeum Narodowego w Krakowie. Dworek Jana Matejki w Krzesławicach, który malarz zakupił w 1876 jako letnią rezydencję, stał się kolejnym muzeum artysty w Krakowie (właścicielem obiektu jest Towarzystwo Przyjaciół Sztuk Pięknych w Krakowie). Na ścianie frontowej dworku znajduje się tablica pamiątkowa z płaskorzeźbioną głową malarza (wmurowana w 1969), a w ogrodzie popiersie Jana Matejki. W wielu polskich miastach znajdują się ulice, których patronem jest Jan Matejko, m.in. w Warszawie, Poznaniu, Wrocławiu, w Bochni, w Słupsku czy Katowicach. Imieniem Matejki nazwano Akademię Sztuk Pięknych w Krakowie, plac w Starym Mieście na Kleparzu w Krakowie, park w Łodzi, liczne szkoły (między innymi Liceum Ogólnokształcące im. Jana Matejki w Wieliczce, Szkołę Podstawową nr 260 w Warszawie, Szkołę Podstawową nr 16 w Sosnowcu).

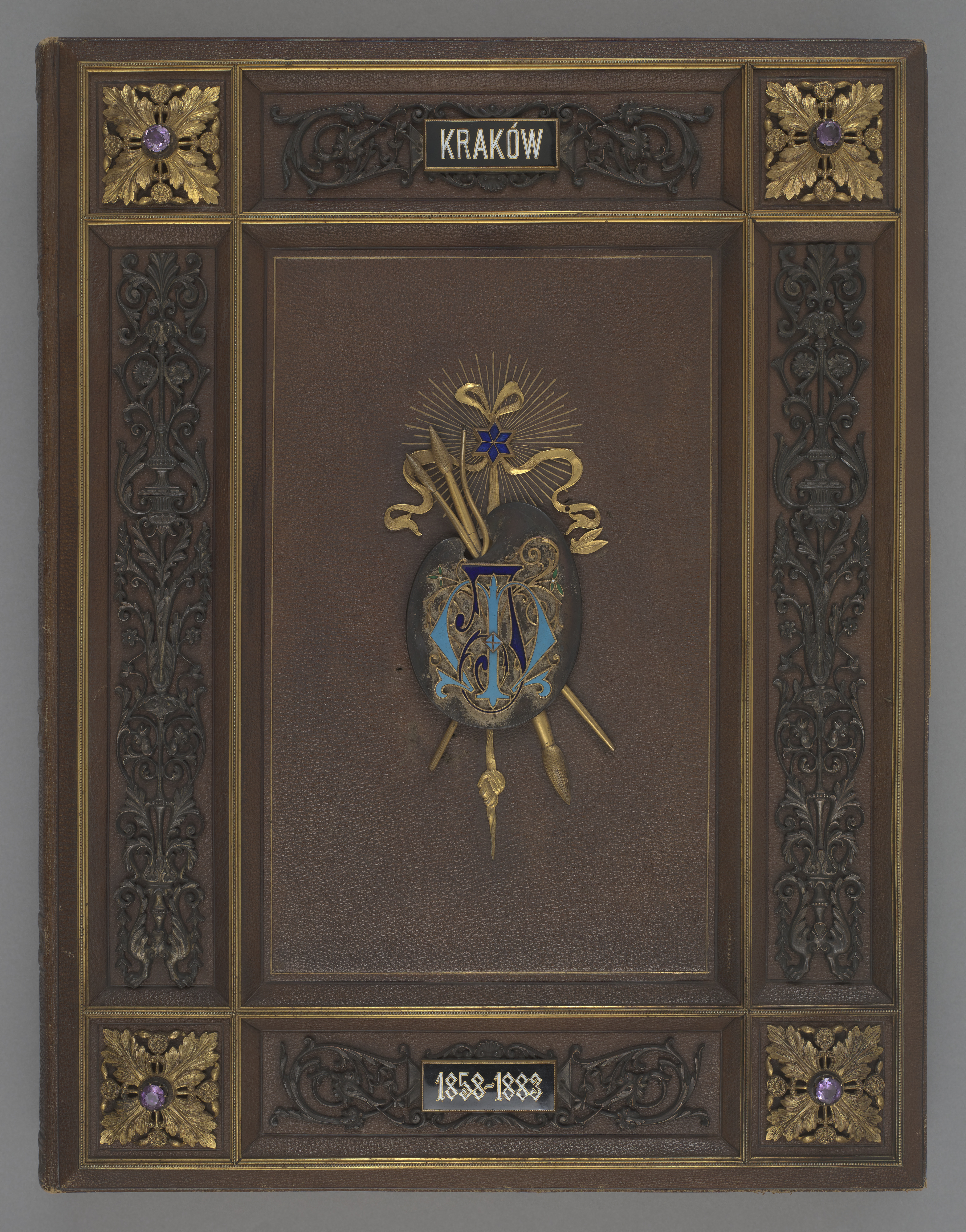
Album jubileuszowy ofiarowany J.Matejce przez profesorów Szkoły Sztuk Pięknych w Krakowie, 1883, Muzeum Narodowe w Krakowie

Na cześć Jana Matejki powstawały pomniki: w Nowym Wiśniczu na Rynku, koło Ratusza (projekt Czesława Dźwigaja, 1993); w Warszawie na Mokotowie przy ulicy Puławskiej (projekt Mariana Koniecznego, 1994); w Krakowie przy ulicy Ukrytej (projekt tego samego artysty, 2007); w Krakowie na Plantach, po zachodniej stronie Barbakanu (projekt Jana Tutaja, 2013). Na ścianie Pałacu Sztuki w Krakowie od strony Placu Szczepańskiego znajduje się popiersie Jana Matejki (rzeźba Antoniego Madeyskiego, 1901). Popiersia artysty są eksponowane też w sieni Domu Matejki pod tablicą fundacyjną (rzeźba Antoniego Madeyskiego, 1900), w Parku Jordana w Krakowie oraz muzeum pamiątek po Janie Matejce „Koryznówka” w Nowym Wiśniczu. Na cześć artysty stawiano też tablice pamiątkowe, np. w domu Serafińskich w Bochni, w kościele Mariackim w Krakowie, na głazie w Waplewie Wielkim.
W 2002 r. Narodowy Bank Polski wydał upamiętniającą Matejkę srebrną monetę kolekcjonerską o nominale 20 złotych oraz towarzyszącą jej monetę okolicznościową ze stopu nordic gold o nominale 2 złotych. Obie monety są częścią serii „Polscy Malarze XIX/XX wieku”.
Uchwałą Senatu RP X kadencji z 16 listopada 2022, rok 2023 ustanowiono „Rokiem Jana Matejki”. W myśl uchwały „konsekwentnie realizował misję artysty i prezentował postawę obywatelskiej służby narodowi”.